# Thalamoporella
Thalamoporella är ett släkte av mossdjur. Thalamoporella ingår i familjen Thalamoporellidae.
Släktet Thalamoporella indelas i:
- Thalamoporella afrogothica
- Thalamoporella afrotubifera
- Thalamoporella andamanensis
- Thalamoporella arabiensis
- Thalamoporella californica
- Thalamoporella contiguacurva
- Thalamoporella cookae
- Thalamoporella delicata
- Thalamoporella distorta
- Thalamoporella evelinae
- Thalamoporella falcifera
- Thalamoporella floridana
- Thalamoporella gothica
- Thalamoporella gracilata
- Thalamoporella granulata
- Thalamoporella hamata
- Thalamoporella harmelini
- Thalamoporella hawaiiana
- Thalamoporella howensis
- Thalamoporella inaequalis
- Thalamoporella inarmata
- Thalamoporella indica
- Thalamoporella inornata
- Thalamoporella komodoensis
- Thalamoporella labiata
- Thalamoporella lanceolata
- Thalamoporella linearis
- Thalamoporella lingulata
- Thalamoporella lioticha
- Thalamoporella mayori
- Thalamoporella minigothica
- Thalamoporella molokaiensis
- Thalamoporella novaehollandiae
- Thalamoporella parviavicularia
- Thalamoporella prima
- Thalamoporella prominens
- Thalamoporella quadrata
- Thalamoporella rasmuhammadi
- Thalamoporella rozieri
- Thalamoporella semitorquata
- Thalamoporella sibogae
- Thalamoporella sparsipunctata
- Thalamoporella spinosa
- Thalamoporella spiravicula
- Thalamoporella stapifera
- Thalamoporella tubifera
- Thalamoporella vavauensis
- Thalamoporella winstonae